# 데버라 터네스
데버라 메리 터네스(영어: Deborah Mary Turness, 1967년 ~ )는 영국의 언론인으로, 2013년부터 2017년까지 NBC 뉴스의 사장을 지냈다(후임은 노아 오펜하임이다).
도널드 트럼프 미국 대통령이 2016년 주요 언론사 경영인들을 불러놓고 불평불만을 쏟아냈을 때, 터네스 당시 사장은 트럼프 대통령으로부터 '자기의 다른 좋은 사진들을 놔두고 이상하게 나온 사진만 쓴다'며 지적당했다. 터네스 사장은 "웹사이트엔 좋은 사진을 걸어놓았다"고 해명하였다.